# Křest čtrnácti českých knížat roku 845

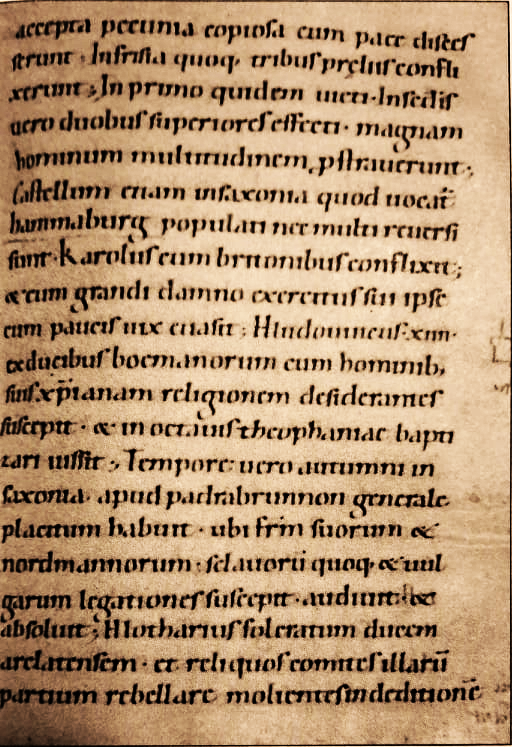
Stránka ze Schlettstadského rukopisu Fuldských análů obsahující zprávu o křtu

Ke křtu čtrnácti českých knížat roku 845 došlo 13. ledna na dvoře Ludvíka II. Němce nejspíše v Řezně na území tehdejší Východofranské říše. Tato zcela ojedinělá událost je zaznamenána pouze ve Fuldských análech a i zde jsou informace o tomto aktu podány velmi stroze a stručně. Křtu se zúčastnilo celkem 14 knížat kmene Čechů s jejich družiníky, ovšem pramen mlčí o dalších podrobnostech. Nejspíše se jednalo o svobodné rozhodnutí kmene přihlásit se ke křesťanské víře. Rozhodnutí snad podnítila i porážka kmene Obodritů roku 844. Třebaže knížata křest přijala, později si ke křesťanství zřejmě utvrdila odpor kvůli politice východofranského krále Ludvíka II. Němce. Stopy po odezvě tohoto činu nenalezly ani archeologické výzkumy.

## TextFuldských letopisů
Latinský text:
| „ | Hludowicus XIIII ex ducibus Boemanorum cum hominibus suis christianam religionem desiderantes suscepit et in octavis theophaniae baptizari iussit. | “ |
| — Annales Fuldenses, anno 845, 35, Monumenta Germaniae Historica Scriptores rerum germanicarum, Hannover 1891 | |   |

Český překlad:
| „ | Ludvík přijal 14 z knížat Čechů s jejich lidmi, kteří žádali přijetí křesťanské víry, a přikázal je v oktávu Theofanie pokřtít. | “ |

## Příčiny
Čechy byly tributárně závislé na Franské říši již od roku 806, kdy si je podrobil Karel Veliký. Tento systém se však od druhé poloviny 20. let 9. století začal hroutit. Když později roku 840 Ludvík Němec ustupoval před otcem a císařem Ludvíkem I. Pobožným přes „zemi Slovanů“, kladli mu Čechové překážky, což znamenalo, že tehdy už český kmen odpadl od říše. Další změna nastala Verdunskou smlouvou podepsanou roku 843, podle níž si území tehdejší Franské říše rozdělili tři synové Ludvíka I. Pobožného. Třetí ze synů, Ludvík II. Němec, obdržel východní část říše, která se pak stala říší Východofranskou. Ludvík II. v této oblasti vládl již dříve jako král bavorský a smlouva z Verdunu nahrála jeho pokusu obnovit faktickou moc nad slovanskými knížectvími. Už ve 40. letech 9. století po zformování Východofranské říše král Ludvík podnikal různé výpravy směrem na východ s cílem podmanit si slovanské kmeny a donutit je k placení tributu. Postupně pronikal na pohanská území obklopující hranice jeho království a prováděl výboje proti nim. Klíčovou událostí byla poté porážka Obodritů, jednoho z kmenů Polabských Slovanů, v srpnu roku 844, při níž zemřel i obodritský kníže Gostimysl. Následně Ludvík obsazenou zemi rozdělil mezi další knížata, která byla pravděpodobně dosud poddaná Gostimyslovi. Tato porážka zřejmě česká knížata zaskočila a vzrostla jejich obava z budoucí franské ofenzívy, která by ohrožovala jejich území a životy. Podle Dušana Třeštíka se čeští velmoži nechali pokřtít právě proto, aby předešli konfliktu s východofranským králem. Třeštík také připustil, že se Čechové mohli inspirovat křtem Moravanů roku 831, který moravskému knížectví přinesl umírněnější vztahy s říší. Dle historika Václava Novotného zase vladaři postrádali ochranu od krále Ludvíka, a proto přijali křest.

## Průběh

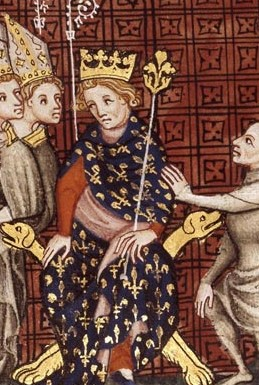
Ludvík II. Němec, východofranský král

Není známo, odkud knížata vyrazila do Řezna společně či kde se setkala, tudíž je neznámá i délka cesty. Je také potřeba zmínit, že toho roku byly v lednu kruté mrazy a není jasné, proč čeští pánové do Řezna vycestovali v takové zimě. I když knížat vyjelo celkově čtrnáct, Geograf bavorský, který sepsal dokument o městech na severní straně řeky Dunaje pravděpodobně roku 843 v okruhu krále Ludvíka II. Němce, uvádí, že tehdy se v české kotlině nacházelo 15 hradišť. To by tedy znamenalo, že v Čechách tenkrát vládlo 15 knížat a křest tak přijala drtivá většina.

Dušan Třeštík se domníval, že o tom, zda se knížata dají pokřtít, pravděpodobně rozhodl sněm, který sice není jakkoli doložen, jsou o něm ale jisté předpoklady. Čechy v té době totiž nebyly sjednocené a neexistoval kníže, jenž byl měl mezi ostatními výsadní postavení. S králem Ludvíkem se snad nevedla ani žádná předběžná jednání, proto byl Ludvík zprávou o křtu možná i zaskočen. 

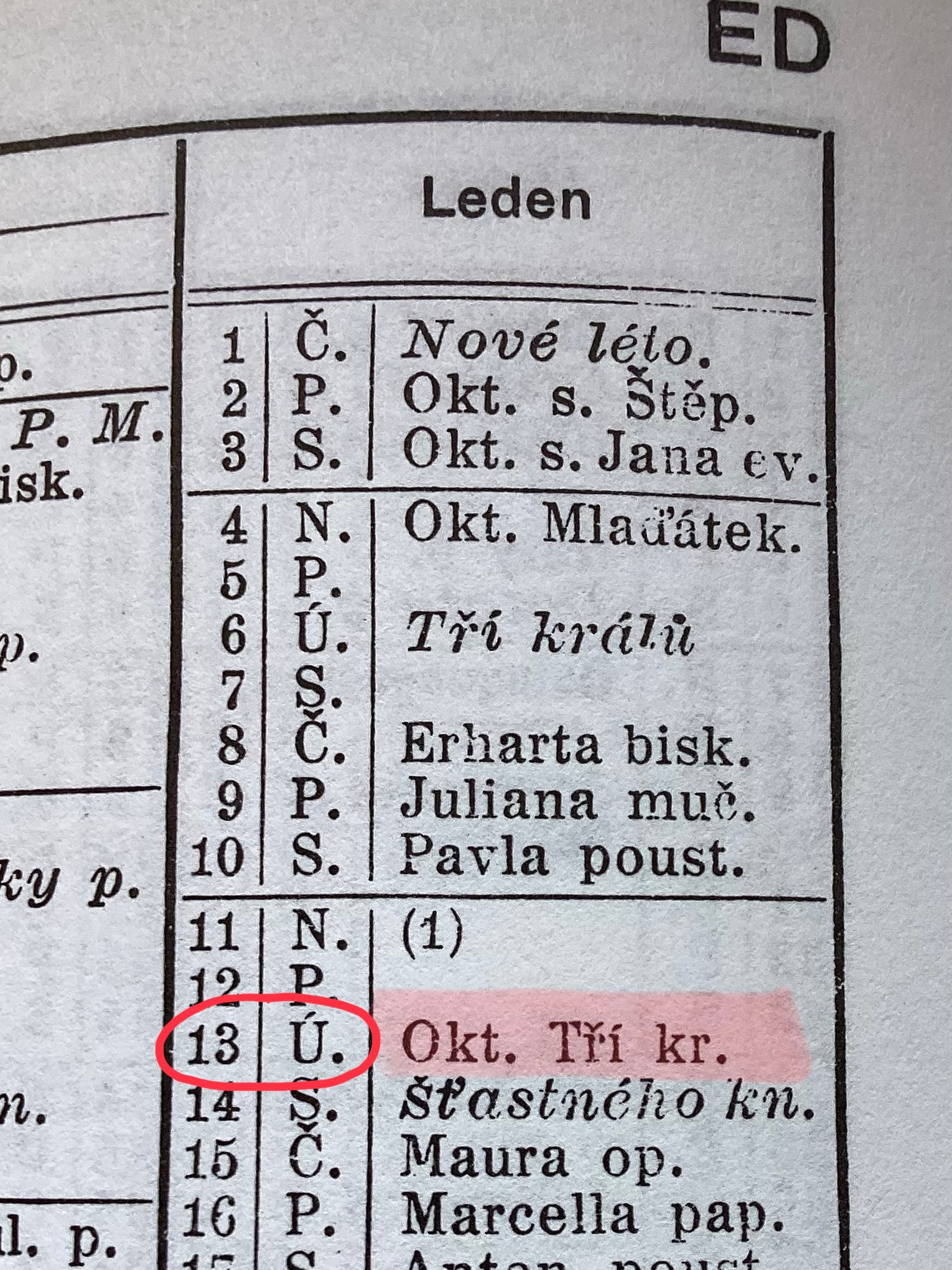
Oktáv Tří králů v církevní kalendáři platném pro rok 845

Ke křtu došlo v úterý 13. ledna roku 845. Fuldské letopisy uvádí „v oktávě Theofanie“, tehdy běžnou dataci pomocí svátků. Svátek Theofanie čili Epifanie (Epiphania Domini) neboli Zjevení Páně, v pozdější západní tradici známý jako svátek Tří králů, se slaví 6. ledna. Velké svátky se znovu oslavovaly týden po vlastním svátku, „osmého dne“ zvaného oktáv. Protože Epifanie připadla roku 845 na úterý, slavil se oktáv Epifanie v úterý 13. ledna. Jde o neregulérní datum, které nepřipadá na obvyklé křestní svátky. Zřejmě proto jej letopisec zaznamenal a zdůraznil, že to bylo na příkaz krále Ludvíka, který asi jednal pod tlakem požadavku na neodkladný křest. Hromadné křty byly tehdy dovoleny jen o Velikonocích a Letnicích, k individuálnímu křtu byla výjimečně kvůli nedostatku kněží přípustná neděle, jak stanovila velká reformní synoda konaná v Paříži v roce 829 zprávou z téhož roku a bavorská církev zprávou z roku 796. Přípravy na křest se zřejmě nestihly do 6. ledna, kdy se křtilo dle staršího galikánského ritu, proto byl křtící biskup nucen zvolit datum alespoň v oktávu Epifanie, liturgicky ospravedlnitelného jako opakování tohoto svátku. Medievalista a archeolog Tomáš Velímský na základě skutečnosti, že zápis o křtu je v análech uveden až po několika jiných událostech, zmiňuje hypotézu, že ke křtu mohlo dojít později, a to v květnu, kdy termín odpovídá liturgicky přijatelnějšímu termínu oktávy Letnic. Datum v análech může být chybou autora zápisu. V takovém případě by se i zjednodušila logistika celé akce oproti zimnímu termínu.
Není ani jisté, kde ke křtu došlo. Řezno se dovozuje proto, že v něm Ludvík II. Němec trávil tehdejší zimu. Křtu se zúčastnilo 14 nejmenovaných českých knížat společně se svými družiníky za přítomnosti samotného krále Ludvíka, nic ovšem neprokazuje, že křest přijal i celý kmen Čechů. Dušan Třeštík byl toho názoru, že knížata reprezentovala celý český kmen. To odmítla polská historička Joanna Aleksandra Sobiesiak, jelikož podle ní v Čechách tehdy existovala nejméně tři mocenská centra kolem hradišť Levý Hradec, Drahúš a Kouřim, a ta spolu nemohla politicky spolupracovat. Tato interpretace odpovídá jak starší tradici české historiografie, počínaje Františkem Palackým, tak ji lze opřít o pozdější prameny, kde jsou konflikty mezi tehdejšími českými knížaty zachyceny. Čeští vládci se po křtu zřejmě zavázali králi Ludvíkovi podporou jeho vojska na příští rok a poddali se mu. Ludvík Němec si tak zjevně chtěl zajistit bezpečný průchod přes Čechy, aby mohl vytáhnout proti Moravanům, jak uvádí Eric Joseph Goldberg a trvající rozpor mezi českými knížaty ohledně postoje či zapojení do mocenského soupeření mezi východofranskou říší a Velkou Moravou o území Čech dokládá i Velímský.
Letopisy nezaznamenaly jména knížat, jejich sídla, jejich další osudy, dokonce ani jejich pohnutku k přijetí křesťanství. Díky časové shodě je však možné, že se této události účastnil i vévoda Vistrach, který je zmiňován k roku 857, jak se domnívají právník Miroslav Houška a politolog Petr Müller. Podle nich se křtu účastnili i otcové knížat Svatoslava, Herimana a možná i Spytimíra, pozdějších bojovníků v bitvě u Vltavy. V Řezně se snad vyskytl i otec či děd (někdy nazývaný bájným Hostivítem) prvního historicky doloženého Přemyslovce Bořivoje vzhledem k tomu, že dorazili téměř všichni předáci kmene Čechů, soudí Michal Lutovský. Archeolog Pavel Šebesta zastává názor, že se nechal pokřtít i panovník sídlící v Chebu. Po návratu z Řezna měl vládce zahájit stavbu kostela na chebském hradišti.

## Následné události
Čechové očekávali, že si přijetím křesťanství po vzoru Moravanů utvrdí mírové vztahy s Východofranskou říší. Křest měl ostatně zabránit očekávané válce s Ludvíkem Němcem. Když však Ludvík II. Němec v srpnu roku 846 napadl Moravu, přičemž v nastalých bojích patrně zemřel i moravský kníže Mojmír I., česká knížata byla zklamána a okamžitě se postavila proti říši. Když se následně Ludvíkovo vojsko vracelo zpět přes Čechy, Čechové Franky nemilosrdně vyhnali a Frankové utrpěli těžké ztráty. Podle Erica Goldberga některá z českých knížat tímto porušila dohodu z minulého roku. Vztahy mezi říší a Čechy zůstávaly stále napjaté. Potyčky mezi Franky a Čechy pokračovaly dále, v srpnu roku 848 Čechové vpadli na franské území, ale posléze byli nuceni vyjednávat. Celý konflikt prozatímně vyvrcholil až bitvou u záseků roku 849, kdy došlo k drtivé porážce franského vojska na česko-franské hranici. Franské ofenzívy proti Čechům touto bitvou však zcela neskončily a pokračovaly dále až do roku 857, kdy franská výprava vypudila z „Vistrachova města“ knížete Slavitaha, který se bránil placení tributu. Tento výpad měl tak završit obnovení poplatnosti Čechů.

## Důsledky křtu
František Palacký jako následek křtu v Řezně označil příslušnost Čech k řezenské diecézi, která trvala až do založení samostatného pražského biskupství (asi roku 973). Předpokládá se však, že se knížata nedlouho po křtu nové víry vzdala a pohanství v Čechách nadále přetrvalo až do křtu knížete Bořivoje I. okolo roku 883. Snad se tak stalo krátce poté v důsledku zklamání důvěry v Ludvíka II. Němce, který hned roku 846 vojensky vpadl na Moravu, jak uvádí Dušan Třeštík. Tento názor později převzal i Petr Čornej. Proti tomu stojí domněnka, že křesťanství se v Čechách udrželo. Na počátku 19. století přišel Josef Dobrovský s myšlenkou, že Bořivoj byl pokřtěn kněžími, které si česká knížata přivedla do Čech po křtu v roce 845. Vratislav Vaníček myšlenku odpadnutí Čechů od křesťanství odmítl s tím, že Fuldské anály by takovou událost zaznamenaly. Dle archeologa Pavla Šebesty alespoň vévoda panující v Chebu od křesťanství již neupustil.
Třeštík také vykládá přístup ke křtu a křesťanství u tehdejších slovanských knížat jako pragmatický mocenský krok, nikoliv jako doklad náboženského přesvědčení. Případný další křest by mohl být jen akceptací změny mocenských poměrů, tedy například příklonem k Velké Moravě, jak uvádí Karl Bosl, který nabízí hypotézu, že Bořivoj a jeho předkové již mohli být křesťany na základě dřívější (latinské) tradice z Řezna a přijetím nového křtu u Metoděje jen stvrdil novou alianci. Byť s touto interpretací Třeštík nesouhlasí, lze pro ni najít jistou oporu ve čtení Kristiánovy legendy a tam zachyceného Bořivojova střetu se Strojmírem. Po Bořivojově křtu na Moravě se slovanská liturgie šíří i v Čechách a dosazení Strojmíra místo Bořivoje, který prchá na Moravu, tak mohlo být pokusem Ludvíka Němce udržel Čechy pod franckým, resp. latinským křesťanským vlivem. Bosl říká, že Kristián jako představitel vítězné latinské tradice posouvá příběh tak, aby Strojmír působil jako pohan, protože jinak by musel vysvětlovat nepohodlnou skutečnost mocenského střetu dvou křesťanských knížat nebo Bořivojova odpadlictví.

## Památky a nálezy

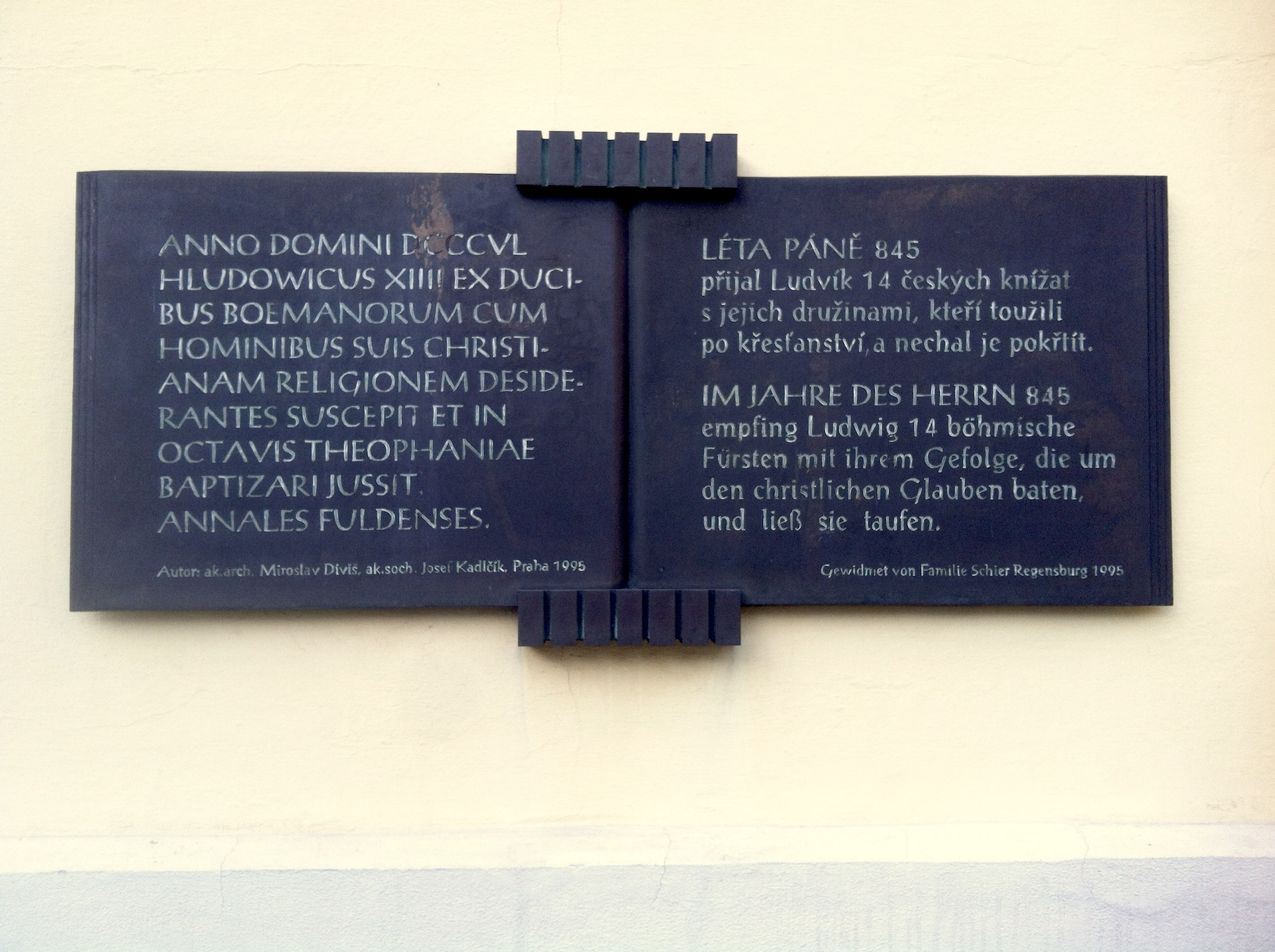
Trojjazyčná pamětní deska v Řezně

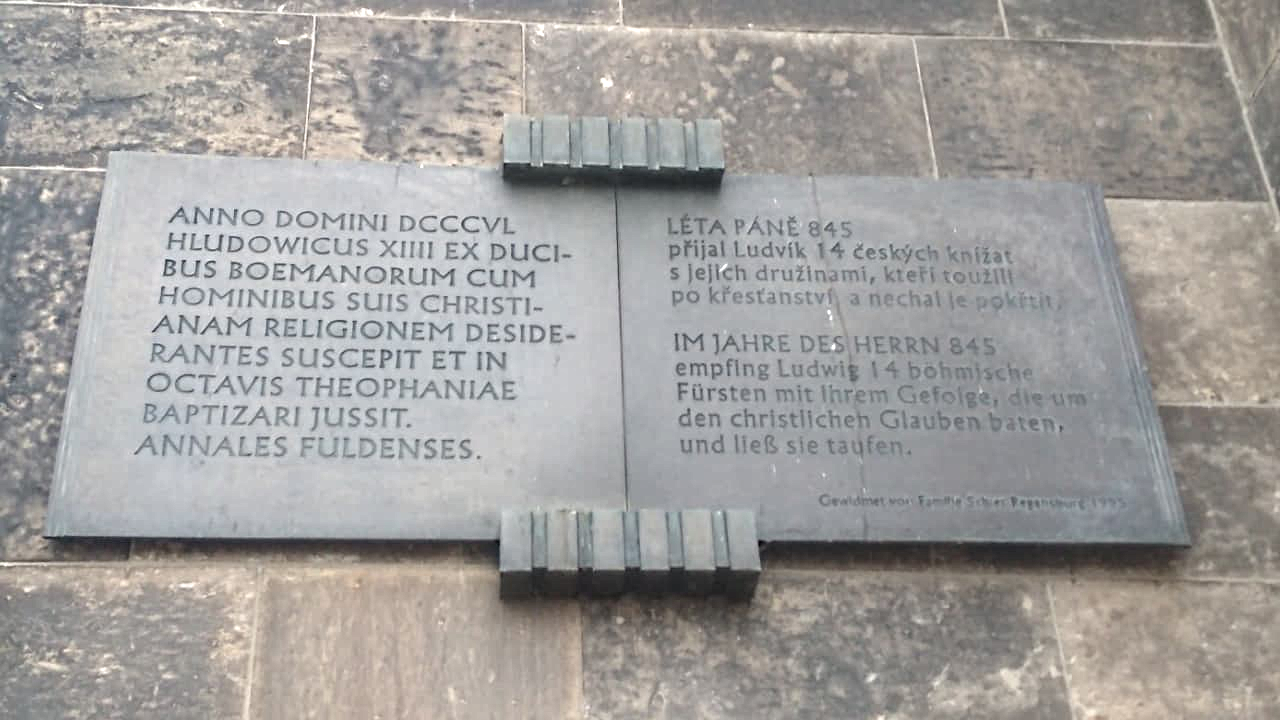
Pamětní deska na pražském Vyšehradě

Novodobé upomínky na křest jsou dvě: jedna trojjazyčná pamětní deska je umístěna v Řezně na zdi kostela sv. Jana vedle Svatopetrského dómu, tento kostelík byl v karolínské době křestní kaplí, propojenou se západním chórem dómu. Druhá pamětní deska, rovněž s textem ve třech jazycích, je na pražském Vyšehradě na zdi vedle severního portálu baziliky sv. Petra a Pavla. Obě pamětní desky, na Vyšehradě, tak i v Řezně, jsou dílem českého umělce, akademického sochaře Josefa Kadlčíka (nar. 1941), a nesou letopočet 1995. V překladech na deskách se uvádí nechal je pokřtít místo původního přikázal je v oktávu Theofanie pokřtít.
V Kolíně nad Labem byl nalezen i dvojhrob snad jednoho ze čtrnácti vládců, jehož místo odpočinku obsahovalo bohatou výbavu i křestní dary, které velmož nejspíše obdržel v Řezně. V hrobě se našly šperky, zbraně, ale i kalich symbolizující pravděpodobně liturgické učení. Podle Pavla Šebesty byla po křtu jedním z jeho účastníků přikázána stavba kostela na hradišti v Chebu, kde vládce sídlil. Nicméně i tak autoři Velkých dějin zemí Koruny české tvrdí, že chybí z období po přijetí křtu prokazatelné známky po odezvě tohoto činu, jako např. kostely a hroby slovanských elit, které by přiblížily danou dobu.